# San Salvador (vulkaan)
San Salvador (Nahuatl: Quetzaltepec) is een stratovulkaan in de departementen San Salvador en La Libertad in El Salvador. De berg ligt ongeveer twee kilometer ten noordwesten van de stad San Salvador en is ongeveer 1893 meter hoog.
De berg heeft twee toppen, waarvan enerzijds de Boqueron een hoogte heeft van 1893 meter en de Picacho een hoogte van 1959 meter. Het geheel heeft een doorsnede van 15 kilometer en stijgt 1300 meter boven het omringende landschap uit. De top Picacho is het restant van een oude vulkaan van meer dan 3000 meter hoog die meer dan 40.000 jaar geleden explodeerde. De Boqueron is jonger, zijn vulkaankrater is meer dan 800 jaar geleden ontstaan en bevatte tot de laatste uitbarsting van 1917 een kratermeer.
Acht vulkaankraters of maren zijn afhankelijk van de vulkaan. De laatste vulkanische activiteiten vonden op de westelijke hellingen plaats, de hellingen die het verst weg liggen van de hoofdstad.
De top kan worden bezocht en is gemakkelijk bereikbaar met de auto vanuit San Salvador. Het is voor toeristen verboden om zonder gids in de vulkaankrater af te dalen.